# Вилья-Клара (футбольный клуб)
«Вилья-Клара» (исп. Villa-Clara) — кубинский футбольный клуб, играющий в чемпионате Кубы по футболу.
Клуб основан в 1978 году. Официально базируется в деревне Зулуета, считающейся местом зарождения кубинского футбола, некоторые домашние матчи проводит на местном стадионе. В чемпионате Кубы представляет столицу провинции Вилья-Клара город Санта-Клара, в качестве домашнего использует стадион «Аугусто Сезар Сандино».

## Достижения
- Чемпион Кубы: 10

1980, 1981, 1982, 1983, 1986, 1992, 1996, 1997, 2002/2003, 2004/2005

## Известные игроки
- Оделин Молина
- Йеньер Маркес